# فانيرك
فانيرك (بالمجرية: Vanyarc) هي municipality of Hungary تقع في المجر في مقاطعة نوغراد.